# Llista d'artistes amb obra al Museu d'Art Jaume Morera
Llista no completa amb el nom dels artistes amb una o més obres en la col·lecció permanent del Museu Jaume Morera de Lleida, o en els seus fons.
| Índex A B C D E F G H I J K L M N O P R S T U V W X Y Z |

## Ordre alfabètic

### A
- Antoni Abad Roses
- Francesc Abad Gómez
- Ignasi Aballí Sanmartí
- Sergi Aguilar Sanchis
- Antònia Aguiló i Pascual
- Pep Agut Bonfills
- Ana Laura Aláez
- Frederic Amat Noguera
- Eduard Arranz Bravo

### B
- Txomin Badiola
- Albert Bayona
- Josep Benseny Piñol
- Jordi Bernadó Tarragona
- Aureliano de Beruete Moret
- Gonzalo Bilbao Martínez
- Josep Biosca Biosca
- Antoni Boleda Ribalta
- Francesc Borràs Farràs,
- Ramon Borràs Perelló,
- Joan Brossa Cuervo,
- Neus Buira Ferrer.

### C
- Jean-François Chabrun, Albert Coma Estadella, Leandre Cristòfol Peralba, Enric Crous Vidal, Modest Cuixart Tàpies

### E
- Juan Espina y Capó

### F
- Alejandro Ferrant Fischermans, Antonia Farreras Betran, Marià Fortuny Marsal

### G
- Antoni Garcia Lamolla, Baldomer Gili Roig, Xavier Gosé Rovira, Josep Guinovart Bertran

### H
- Carlos de Haes, Joan Hernández Pijuan

### I
- Ernest Ibàñez Neach, Laurence Iché, Josep Iglésias del Marquet Olomí

### J
- Àngel Jové Jové

### L
- Nadine Lefebure, Antoni Llena Font, Carles Llobet i Busquets, Alfons López i Tufet

### M
- Nicolás Martínez Lage, Lluís Masriera Roses, Jaume Minguell i Miret, Joaquim Mir Trinxet, Jaume Morera Galicia, Carles Mostany i Rebés, Prudenci Murillo i Domingo

### P
- Perico Pastor i Bodmer, Victor Perez Pallarés, Cecilio Pla Gallardo, Jordi V. Pou Jové, Francisco Pradilla Ortiz, August Puig i Bosch

### R
- Harmenszoon Van Rijn Rembrandt, Benet Rossell i Sanuy

### S
- Antoni Samarra Tugues, Rosa Siré i Cabré, Antoni Sirera Gené

### T
- Lluís Trepat i Padró

### U
- Joaquim Ureña i Ferrer

### V
- Carlos Vázquez Úbeda, Joan Vila Casas, Miquel Viladrich Vila, Manuel Villegas Brieva, Manuel Viola i Gamón, Albert Vives i Iglésias